# 長葉水蘇
長葉水蘇（学名：Stachys oblongifolia），又名针筒菜，为唇形科水蘇屬下的一种草本植物，高30至60厘米，根状茎横走，叶披针形，全草入药可治痢疾、久病体虚及外出血。
其种加词“oblongifolia”意为“长椭圆叶子的”。